# Хонда-центр
 «Хо́нда-це́нтр»  (англ. Honda Center) — спортивний комплекс у Анагаймі, Каліфорнія (США), відкритий у 1993 році. Місце проведення міжнародних змагань з кількох видів спорту і домашня арена для команди Анагайм Дакс, НХЛ. Початкова назва споруди Е́рроухед-Понд-оф-Анаха́йм (англ. Arrowhead Pond of Anaheim), яку часто називають просто Понд (англ. The Pond). Таку назву арена носила з 1993 по 2006 рік, оскільки компанія Ерроухед-Вотер викупила права на назву арени у жовтні 1993 за 15 млн доларів США. У 2006 році Хонда придбала ці права на 15 років за 60 млн доларів США.
На цій арені проводили концерти багато світових зірок, серед яких Depeche Mode, U2, Metallica, The Rolling Stones, Пол Маккартні, Брітні Спірс та ін. У 2007 році Хонда-центр приймала серію фінальних матчів Кубка Стенлі між Анахайм Дакс та Оттава Сенаторс. 6 червня «Качки» виграли 4 (5-ту у серії) гру і здобули хокейний трофей саме тут.